# Matador (Texas)
Matador è un comune (town) degli Stati Uniti d'America e capoluogo della contea di Motley nello Stato del Texas. La popolazione era di 607 abitanti al censimento del 2010.

## Geografia fisica
Matador è situata a 34°00′50″N 100°49′18″W (34.013996, -100.821646).
Secondo lo United States Census Bureau, la città ha una superficie totale di 3,38 km², dei quali 3,38 km² di territorio e 0 km² di acque interne (0% del totale).

## Società

### Evoluzione demografica
Secondo il censimento del 2010, la popolazione era di 607 abitanti.

### Etnie e minoranze straniere
Secondo il censimento del 2010, la composizione etnica della città era formata dal 90,61% di bianchi, il 2,31% di afroamericani, lo 0,33% di nativi americani, lo 0% di asiatici, lo 0% di oceanici, il 5,44% di altre razze, e l'1,32% di due o più etnie. Ispanici o latinos di qualunque razza erano il 17,13% della popolazione.